# 奪多

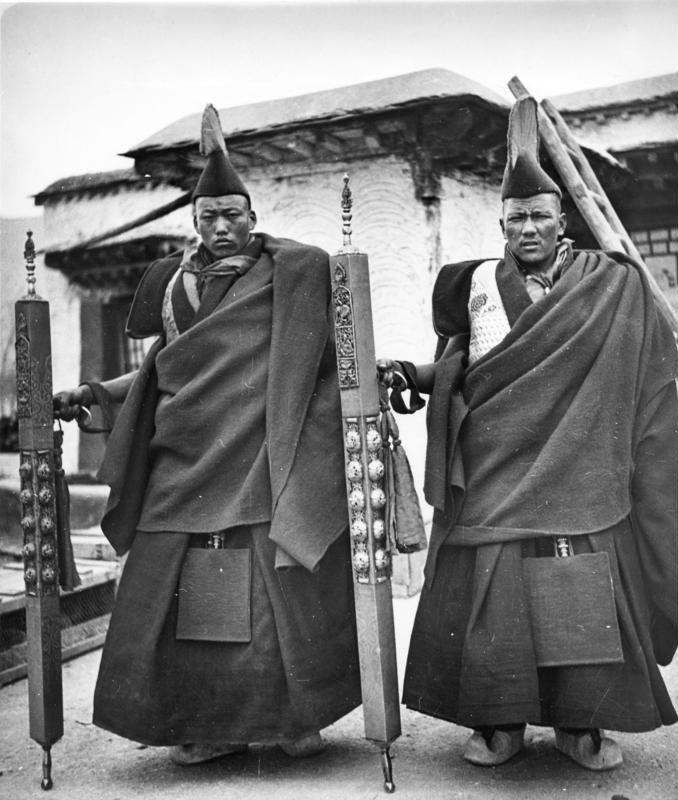
奪多

奪多（藏語：ལྡོབ་ལྡོབ，威利轉寫：ldob ldob），又稱浪蕩僧，原意為魯莽、直率，是一種存在於西藏格魯派寺院，例如色拉寺中的特殊僧侶集團，他們是寺院中一種介於僧侶與俗人的模糊存在，主要由寺院中無意願或無法深造的僧侶所組成，與寺院中絕大部分的僧侶相比，奪多偏離正常僧道，通常是對體育競技、格鬥等世俗事務更感興趣的一個群體。

## 起源
西元九世紀後半葉，吐蕃帝國崩潰，西藏歷史進入了漫長的吐蕃分裂時期，此時期的西藏小國林立，原先於朗達瑪時期遭到打壓的藏傳佛教再度興盛，並在西藏逐漸形成了各支彼此獨立的新教派。為了同其他教派競爭，自此時期開始，西藏僧侶偶時會身兼從軍出征的角色，但奪多的出現，主要還是要追溯至十七世紀由五世達賴喇嘛建立的的格魯派甘丹頗章政權。
甘丹頗章政權立基於格魯派，認為僧人本身優於俗人，因此在西藏的寺院體制中，僧侶的數量往往被看得比品質更重要，他們透過招收僧人來擴大寺院規模，以此證明佛教的成功和偉大，然而，儘管寺院因此成為了西藏知識分子的搖籃，但同時，也無可避免地將招收進許多對學習佛法毫無天賦或興趣的僧人，格魯派的寺院並不會因其不習佛法就將之驅逐，而此類難以融入正常僧伽修行之道但又留在寺院者，即是奪多的構成群體。
奪多在寺院的數量具體不明，美國藏學家梅爾文·戈爾斯坦（Melvyn Goldstein）表示，他們在僧侶中的比例約占10%

## 奪多的工作
儘管在中文中，ལྡོབ་ལྡོབ被翻譯為「浪蕩僧」，但實際上，寺院裡的奪多並非全然是一群遊手好閒之徒，相反，他們其實在西藏寺院的運作中擁有舉足輕重的地位。在寺院，奪多們會自行組成名為「陀倉」的社會組織，陀倉與寺院存在多重聯繫，但其運作又獨立於寺院外，而寺院對其態度也曖昧不明，當陀倉威脅到寺院時，陀倉可能面臨解散的危機，但更多時候，寺院則默許陀倉的存在，讓他們為寺院謀取更多的世俗利益。
陀倉為寺院效勞的最主要方式，即是參加與其他寺院的體育競賽。對寺院而言，同其他寺院的競技既可以擴大自身在民眾間的影響力，同時亦可能為寺院爭取到貴族與商人的支持，使之成為寺院的長期施主。因此，為了能在競賽中取勝，對奪多的訓練就顯得尤為重要。
通常奪多所要參與的有三大體育項目，分別為投石、跳遠，及藏戲，為了擁有足夠的體能，備賽期間，奪多需要早起出操進行跳躍以及跑步的訓練，而若適逢冬季，奪多們更要冒著寒風赤裸入水或是在沙中跑步，以進行耐力的強化特訓。而當訓練成果不符要求時，奪多更需承受如鞭刑、靴裡塞沙跑步的各種體罰，而這種體能訓練通常一輪即是三、四年之久，比賽前甚至需特地進行移地訓練。
奪多的各陀倉在貴族與商人間，通常都擁有自己的施主，這些施主與陀倉維持著一種互利共生的關係，施主給予陀倉財源與物質的支持，而為了報達施主的恩惠，若施主家中有任何需求，如慶典、法事需要置辦，出行需要隨從、護衛，奪多也會被陀倉派遣去執行任務，完成施主所提出的要求為陀倉或寺院賺取佈施，是奪多生活中不可或缺的一部分，但與此同時，奪多也需聽從寺院的調遣。
在平時，奪多在寺院中承擔著為僧侶建房、熬茶、保鑣、教育新進僧人等俗務，而當寺院面臨衝突時，他們則是負責保衛寺產的勇猛戰士，因為負責著如此繁雜的世俗事務，寺院裡的其他僧人並不會對奪多抱持著怠慢或輕蔑的態度，西藏諺語：「奪多是外牆，僧人是內財」表述的即為奪多在寺院中非同小可的支柱地位。

## 奪多的裝束與武器
除了在工作性質上有別於寺院中大多數的「學僧」，在外貌上，奪多的裝束也顯得格外特別。在髮型方面，他們留有一般僧人所沒有披肩長髮，而在服裝方面，奪多則一律穿著著一套外長內短的雙層僧裙，其上有許多密密麻麻的摺皺，繫得很高，看起來就像是百褶裙。此外，為了顯示他們的兇惡，奪多另會用煮酥油殘餘的煙炱塗抹眼周，眼睛小的人還能藉此給人怒目圓睜的視覺效果。
因時常需參與格鬥，奪多的僧裙通常都繫有名為「扎冬」的紅色咒結（護身符），並配有基本的兵器，其中最普遍的便是「假鑰匙」。假鑰匙是一種投擲武器，一組六把掛在皮製匙鍊上，總共約有三、四斤重，為了在格鬥中制勝，奪多們往往需要花費大量時間時間練習投擲技巧，而一旦學有所成，這種仿若匕首的假鑰匙將能帶給敵人遠比匕首更嚴重的傷害。而出於近戰的需要，許多奪多還會另外攜帶長刀，將它藏在僧袍下面以備不時之需。總而言之，一位奪多的裝束無疑是特別的，他們藉由這種與眾不同的服裝威嚇對手、打造自身的身份認同感，同時，亦能與寺院中的的其他僧人做出區別，使來者不敢輕易招惹。

## 奪多的隱退
西藏寺院裡的奪多一般不會拒絕任何的參與者加入，然而，由於奪多從事的主要工作皆為體力勞動，因此，寺院裡的奪多也會隨著年紀漸增而被寺院除役，奪多只屬於年輕體壯的青壯年，一到40歲，步入中年的奪多便須從寺院中隱退，但由於奪多的品質始終良莠不齊，因此，這些奪多從寺院淡出後的命運也不盡相同，大致可分為留在寺院與脫離寺院二者：
1.留在寺院
由於僧人在西藏社會中擁有崇高的地位，也無須為生存問題操勞，留在寺院是退役奪多的一個主流選項，在這些退役的奪多中，有些進入了寺院中的統治集團，成為了負責管理各個寺院或扎倉秩序的鐵棒喇嘛，而除此之外，也有一些奪多在退役後出於自責與內疚，毅然決然地選擇洗心革面，從今往後開始致力於佛教事業的貢獻，儘管成為一位籍籍無名的僧人是多數奪多的歸宿，但其中也不乏有奪多學問有成，最終成為了一名學識淵博的寺院堪布，乃至成為了一名即身佛。
2.脫離寺院
奪多離開寺院的動機有許多，有的出於自知之明，自覺並非學佛之人，故選擇離開寺院，而也有的則是在過去破了戒，故被迫離開寺院另謀他處，但無論離開寺院的原因為何，相比留下，離開寺院往往對奪多而言更加困難，在傳統藏族社會當中，從佛門中半途而廢的僧侶被視為是一種恥辱，其中，幸運者或許還可以至寺院或貴族的谿卡擔任頭人，但更多不幸運的退役者則是自此變回平民，從此再也無人聞問。